# 25 december
25 december is de 359e dag van het jaar (360e in schrikkeljaren) in de gregoriaanse kalender, met 6 dagen resterend tot het einde van het jaar. Op deze dag vieren christenen (en ook veel niet-christenen uit traditie) eerste kerstdag.

## Gebeurtenissen
- Algemeen
  - 333 - Keizer Constantijn I benoemt zijn jongste zoon Constans I tot Caesar (onderkeizer) van het Romeinse Rijk.[1]
  - 350 - Keizer Constantius II spreekt in Naissus (Servië) het leger toe. Vetranio treedt als onderkeizer vreedzaam af en krijgt een pensioen.
  - 820 - Keizer Leo V ("de Armeniër") wordt door een samenzwering vermoord in de Hagia Sophia in Constantinopel. Hij wordt opgevolgd door Michaël II die de troon bestijgt van het Byzantijnse Rijk.
  - 1492 - Christoffel Columbus' vlaggenschip, de Santa María lijdt schipbreuk op Hispaniola. Hij sticht er La Navidad, de eerste Europese nederzetting in Amerika sinds de Vikingen.[1]
  - 1847 - Oprichting van het waterschap de Polder van Berlicum.[1]
  - 1926 - Yoshihito, de 123ste keizer van Japan, sterft aan een hartaanval.
  - 2009 - Een 23-jarige Nigeriaanse man probeert op een vlucht van Amsterdam naar Detroit het toestel op te blazen vlak voor aankomst. De poging mislukt en na een aantal verhoren van de Homeland Security blijkt dat de man handelde in opdracht van Al Qaida. Hij wordt veroordeeld tot levenslang en zit sinds 2012 vast in ADX Florence.
  - 2010 - In het Belgische Lutselus stort de Regina Paciskerk in.
  - 2015 - Een aardbeving met een kracht van 6,4 op de schaal van Richter treft het bergachtige noorden van Afghanistan.
  - 2016 - Bij een vliegtuigcrash in de Zwarte Zee komen alle 92 inzittenden om. Het Russisch toestel met aan boord het legerkoor Alexandrov Ensemble stort kort na opstijgen vanuit Sotsji neer.
- Economie
  - 2013 - Rusland leent buurland en bondgenoot Wit-Rusland in 2014 een bedrag van 1,5 miljard euro, zo maakt de Russische president Vladimir Poetin bekend na overleg met zijn Wit-Russische collega Aleksandr Loekasjenko.
- Kunst en cultuur
  - 1896 - John Sousa componeert "The Stars and Stripes Forever".[1]
- Media
  - 1932 - Als eerste in de geschiedenis speelt de BBC een magnetische geluidsopname af in een radio-uitzending.
  - 2023 - Jeroen van Inkel opent met nummer 2000 de jubileumeditie van de TOP 2000 vanuit hun eigen café in het Beeld en Geluid.
- Oorlog
  - 1917 - De Turken zetten de laatste grote aanval in op Jeruzalem. De bezetters, de Britse troepen, winnen de slag.[1]
  - 1941 - Hongkong geeft zich over aan Japan.
  - 1942 - De Japanse onderzeeboot I 66 torpedeert ten noorden van Kuching de Nederlandse onderzeeboot K XVI waarbij alle 36 bemanningsleden om het leven komen.
- Politiek
  - 800 - Karel de Grote wordt tot keizer gekroond.[1]
  - 1066 - Willem de Veroveraar wordt tot koning van Engeland gekroond.[1]
  - 1989 - Nicolae en Elena Ceauşescu, de Roemeense dictator en zijn vrouw, worden veroordeeld en geëxecuteerd.[1]
  - 1990 - De voormalige koning van Roemenië, Michael, brengt een onverwacht bezoek aan zijn land na een ballingschap van 43 jaar in het Westen. Na 12 uur wordt hij weer de grens overgezet.
  - 1991 - Michail Gorbatsjov, president van de Sovjet-Unie, kondigt zijn aftreden aan. Tegelijkertijd houdt de Unie op te bestaan.[1]
- Religie
  - 321 - Constantijn de Grote bepaalt dat op deze dag, voorheen de Dies Natalis Solis Invicti (verjaardag van de onoverwinnelijke zon), de geboorte van Jezus zal worden gevierd.
  - 390 - Keizer Theodosius I wordt door Ambrosius, bisschop van Milaan, gedwongen op straffe van excommunicatie, kerkelijke boete te doen voor het bloedbad in Thessaloniki (Griekenland).
  - 496 - Koning Clovis I laat zich onder ceremonieel vertoon met duizenden van zijn Frankische krijgers in Reims dopen door bisschop Remigus en bekeert zich tot het katholieke christendom.
- Sport
  - 1925 - Het Argentijns voetbalelftal wint voor de tweede keer de Copa América door in de slotwedstrijd met 2-2 gelijk te spelen tegen naaste belager Brazilië.
- Wetenschap en technologie
  - 2004 - De sonde Huygens splitst zich succesvol af van moederschip Cassini en begint aan de afdaling naar het oppervlak van Titan.[2]
  - 2021 - Lancering van een Ariane 5 raket van Arianespace vanaf Centre Spatial Guyanais in Kourou, Frans-Guyana voor de James Webb Space Telescope missie met de gelijknamige ruimtetelescoop van NASA, ESA en CSA die als de opvolger van de Hubble Space Telescope wordt gezien.[3]
  - 2023 - Lancering van een Kuaizhou 1A raket van ExPace vanaf lanceerbasis Jiuquan in China voor de Tianmu-1 11-14 missie met vier kleine weersatellieten.[4]
  - 2023 - Het Japanse ruimtevaartuig SLIM (Smart Lander for Investigating Moon) dat gelanceerd is op 7 september 2023 en op 19 januari 2024 een zachte landing moet gaan maken, bereikt een omloopbaan rond de Maan.[5][6]
  - 2023 - Lancering met een Lange Mars 11H raket van China Aerospace Science Corporation (CASC) vanaf het Bo Run Jiu Zhou schip in de Chinese kustwateren van de Shiyan 24C missie met drie satellieten met als doel het testen van orbitale technieken.[7]
  - 2023 - De periodieke komeet 26P/Grigg-Skjellerup bereikt het perihelium van zijn baan rond de zon tijdens deze verschijning.[8]
  - 2023 - De periodieke komeet 62P/Tsuchinshan bereikt het perihelium van zijn baan rond de zon tijdens deze verschijning.[8]

## Geboren

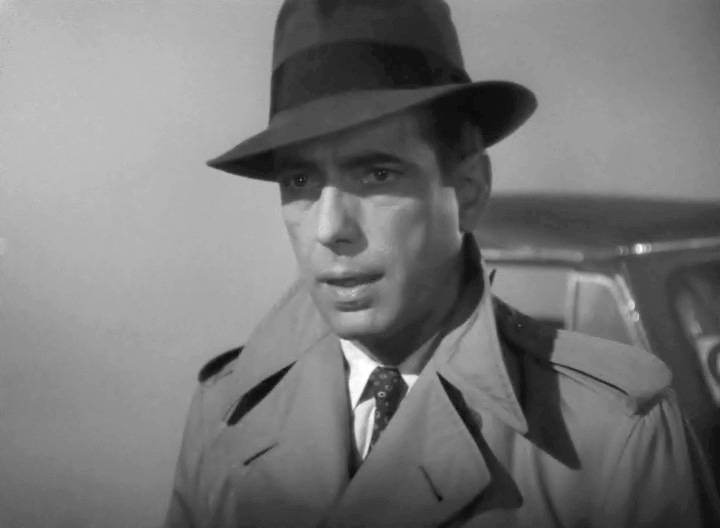
Humphrey Bogart,
geboren in 1899

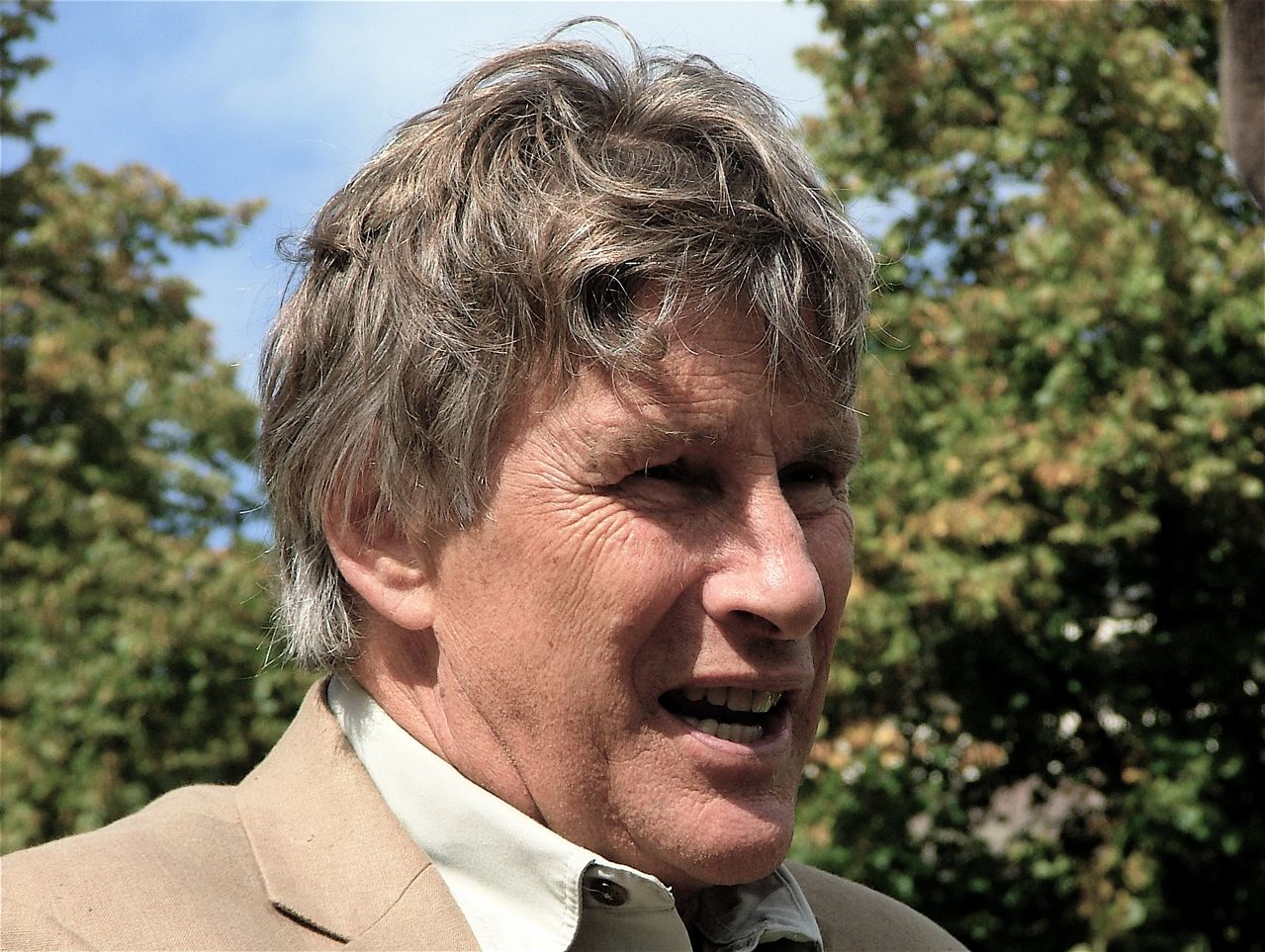
Martin Gaus,
geboren in 1944

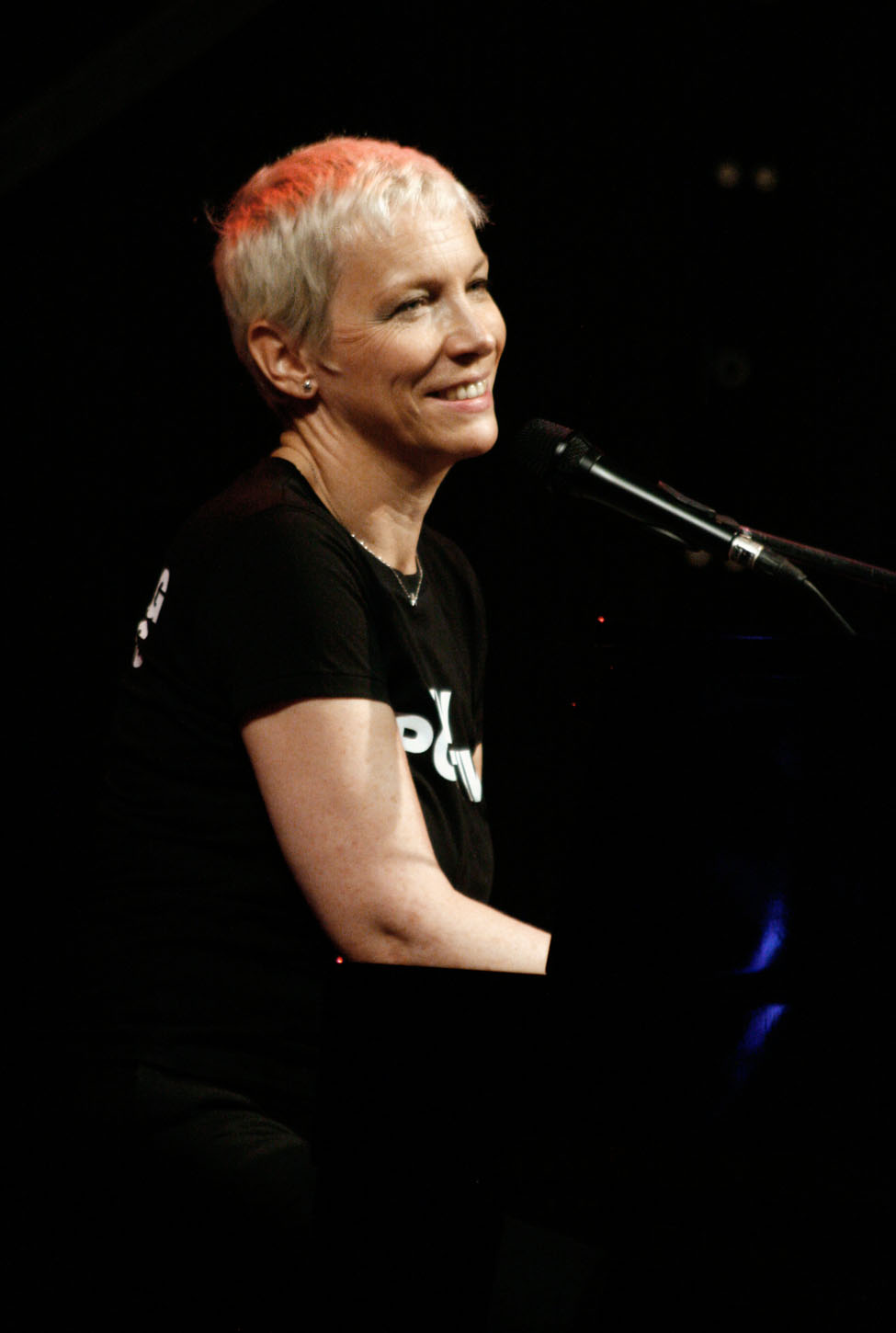
Annie Lennox (Eurythmics),
geboren in 1954

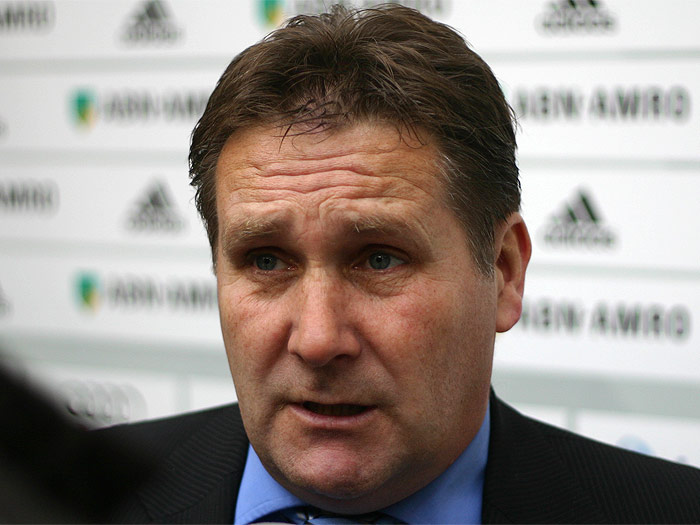
Ton Lokhoff,
geboren in 1959

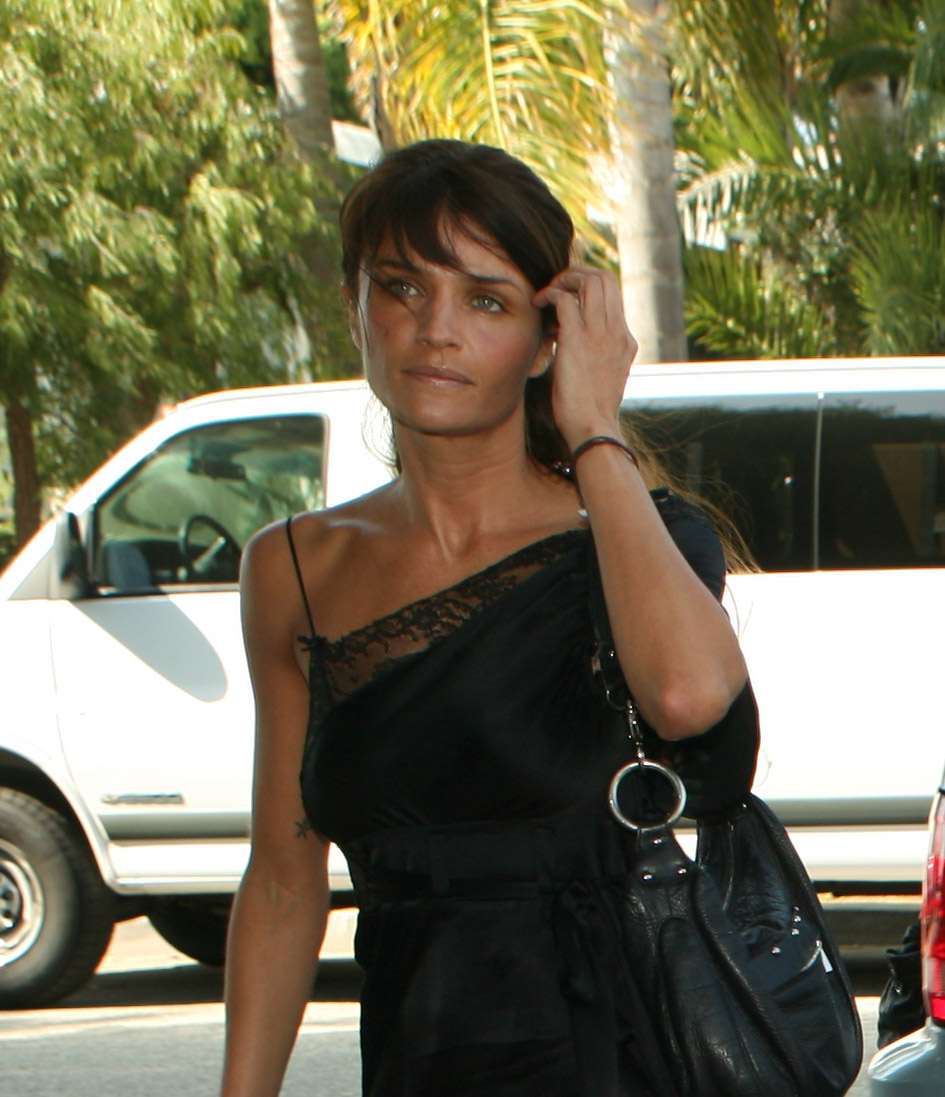
Helena Christensen,
geboren in 1968

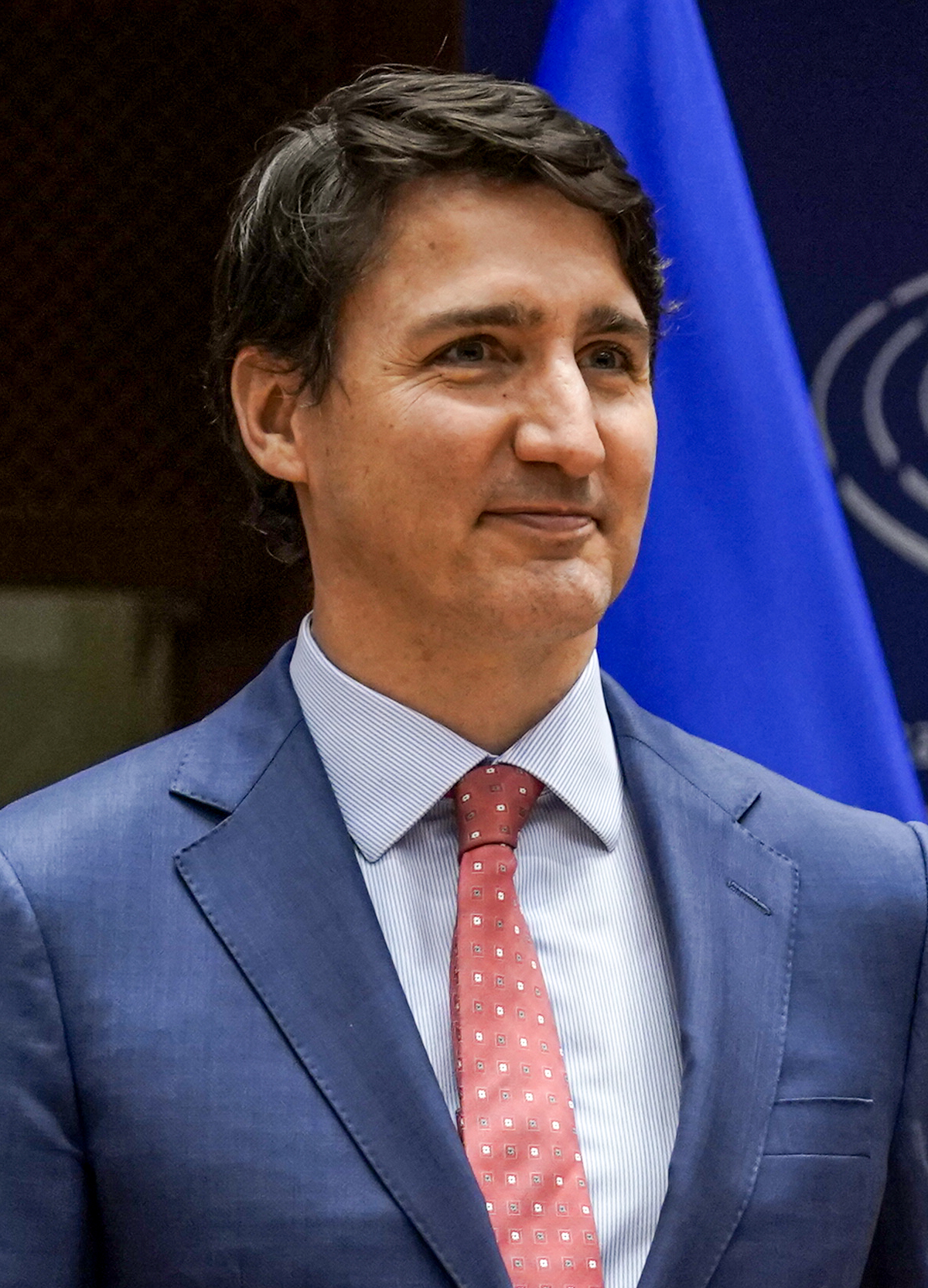
Justin Trudeau,
geboren in 1971

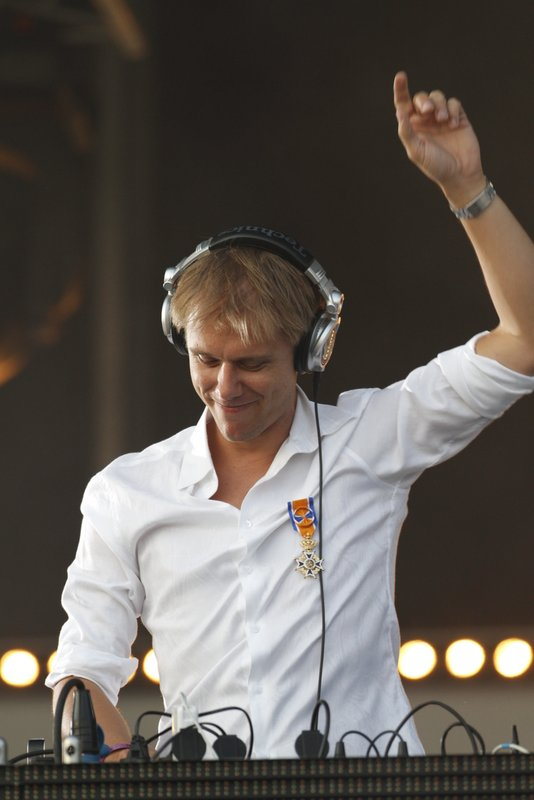
Armin van Buuren,
geboren in 1976

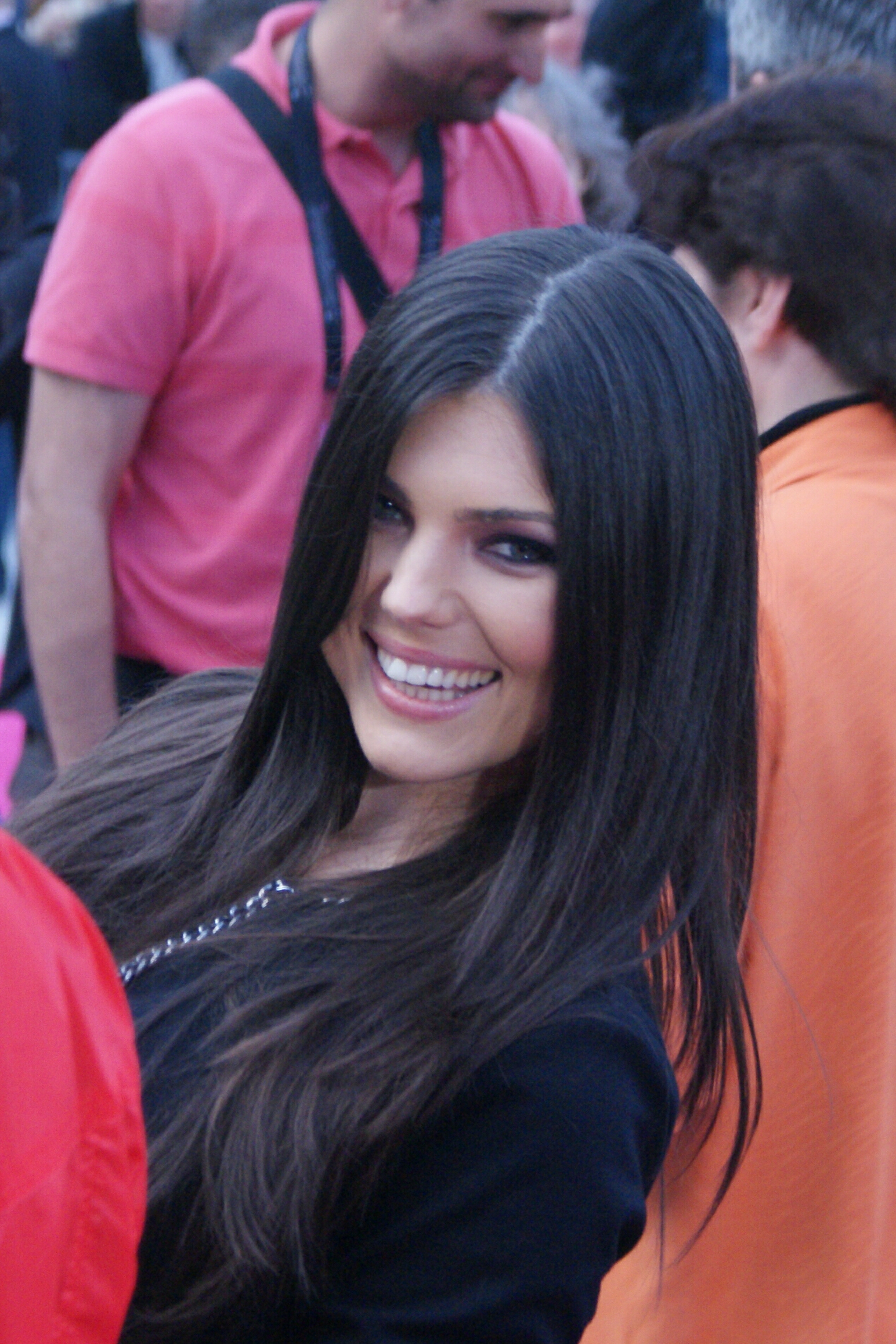
Paula Seling,
geboren in 1978

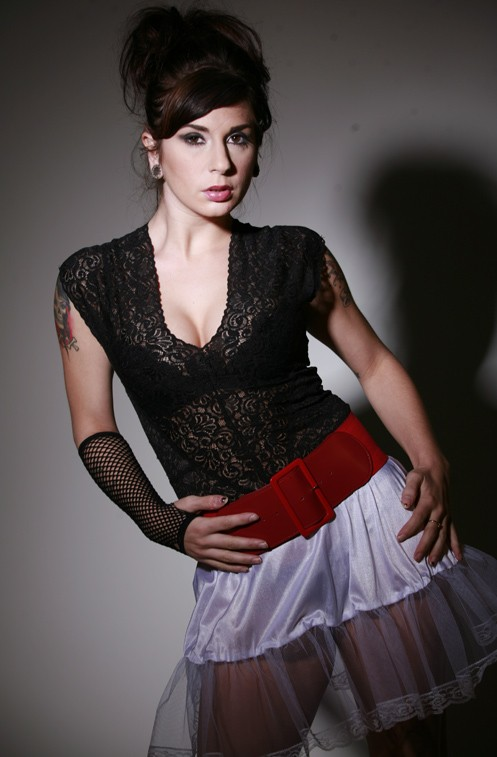
Joanna Angel,
geboren in 1980

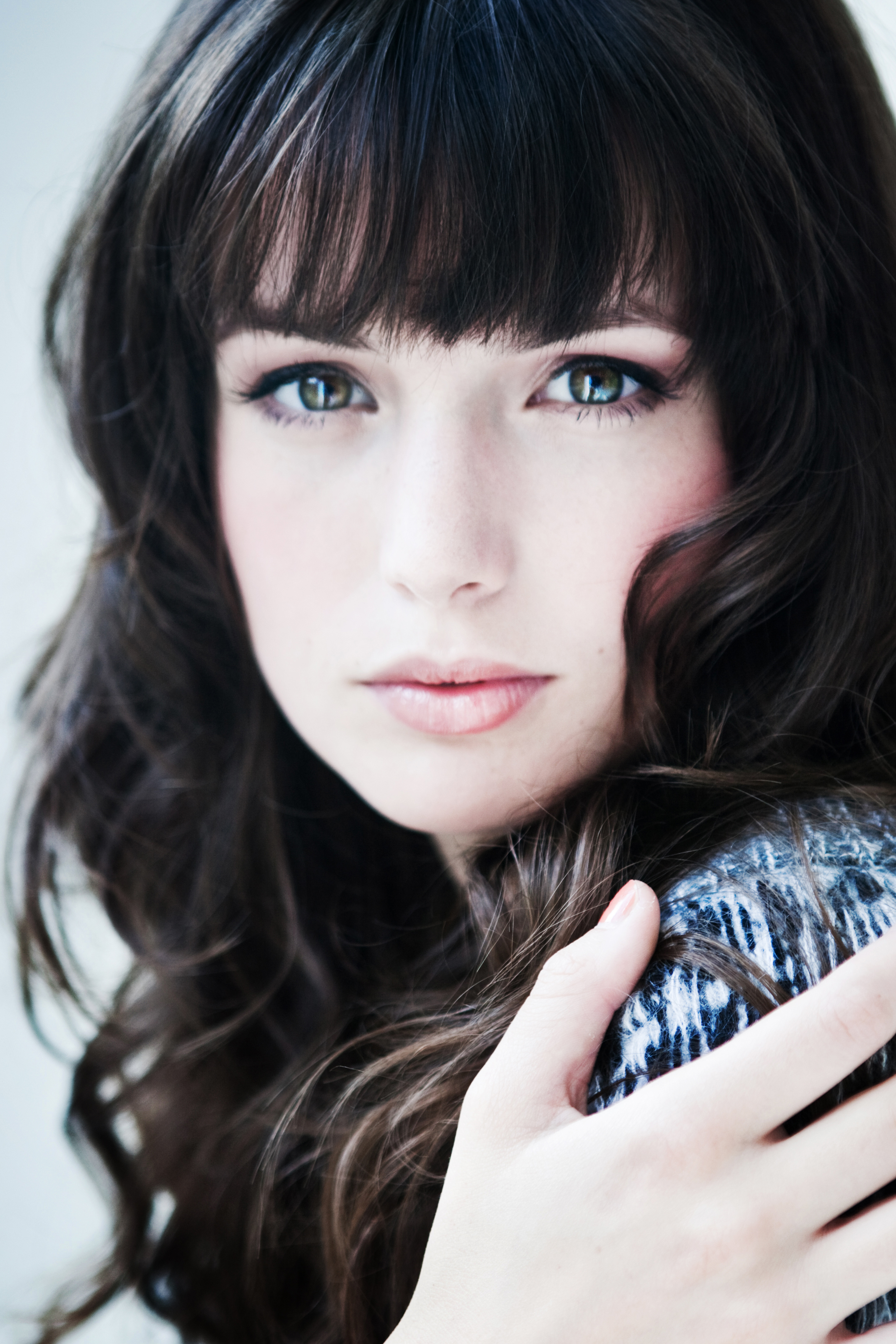
Gaite Jansen,
geboren in 1991

- 1564 - Abraham Bloemaert, Nederlands kunstschilder (overleden 1651)
- 1721 - William Collins, Engels dichter (overleden 1759)
- 1745 - Joseph Bologne, Chevalier de Saint-George, 'De zwarte Mozart', Frans componist, violist, militair en befaamd schermer (overleden 1799)
- 1763 - Claude Chappe, Frans uitvinder van de semafoor (overleden 1805)
- 1771 - Dorothy Wordsworth, Engels dichteres en dagboekschrijfster (overleden 1855)
- 1787 - Antoon van Bedaff, Zuid-Nederlands schilder, tekenaar en graficus (overleden 1829)
- 1815 - Douwe Lubach, Nederlands medicus en schrijver (overleden 1902)
- 1821 - Clara Barton, oprichtster van het Amerikaanse Rode Kruis (overleden 1912)
- 1830 - Delphine de Cool, Frans kunstschilder (overleden 1921)
- 1836 - Herman Jacob Kist, Nederlands jurist en politicus (overleden 1912)
- 1851 - Anne Willem Jacob Joost van Nagell, Nederlands burgemeester (overleden 1936)
- 1859 - Léon Haakman, Frans kunstschilder (overleden 1929)
- 1868 - Maup Mendels, Nederlands politicus, journalist en advocaat (overleden 1944)
- 1870 - Helena Rubinstein, oprichtster van het gelijknamige cosmeticaconcern (overleden 1965)
- 1883 - Harry Stenqvist, Zweeds wielrenner (overleden 1968)
- 1886 - Jacoba Nicolina van Dantzig-Melles, Nederlands politica (overleden 1972)
- 1886 - Gotthard Heinrici, Duits generaal (overleden 1971)
- 1875 - Pierre de Caters, Belgisch autoracer en luchtvaartpionier (overleden 1944)
- 1875 - Theodor Innitzer, Oostenrijks kardinaal-aartsbisschop van Wenen (overleden 1955)
- 1876 - Mohammed Ali Jinnah, grondlegger van Pakistan (overleden 1948)
- 1881 - John Dill, Brits maarschalk (overleden 1944)
- 1881 - Christian Hülsmeyer, Duits wetenschapper (overleden 1957)
- 1882 - Philip Pinkhof, Nederlands journalist en theatertekstschrijver (overleden 1956)
- 1891 - Poul "Tist" Nielsen, Deens voetballer (overleden 1962)
- 1892 - Henri de Greeve, Nederlands priester, oprichter Bond zonder Naam (overleden 1974)
- 1894 - Marcos Carneiro de Mendonça, Braziliaans voetballer (overleden 1988)
- 1894 - Antonio Molina, Filipijns componist en dirigent (overleden 1980)
- 1897 - Clemens Ramkisoen Biswamitre, Surinaams politicus (overleden 1980)
- 1897 - Evert Zandstra, Nederlands schrijver (overleden 1974)
- 1898 - Thomas Fonacier, Filipijns historicus en onderwijsbestuurder (overleden 1981)
- 1899 - Humphrey Bogart, Amerikaans acteur (overleden 1957)
- 1901 - Alice Christabel Montagu-Douglas-Scott, prinses van het Verenigd Koninkrijk (overleden 2004)
- 1901 - Milada Horáková, Tsjechisch politica (overleden 1950)
- 1906 - Fred Thomas, Nederlands journalist en schrijver (overleden 1959)
- 1907 - Cab Calloway, Amerikaans muzikant (overleden 1994)
- 1907 - Jeanne van Kesteren, Belgisch atlete en basketbalster (overleden 2011)
- 1908 - Marietta Joanna Bouverne, oudste vrouw van België (overleden 2020)
- 1909 - Joop Landré, Nederlands omroepman (overleden 1997)
- 1909 - Louis Van Lint, Belgisch kunstschilder (overleden 1986)
- 1918 - Ahmed Ben Bella, president van Algerije (overleden 2012)
- 1918 - Anwar Sadat, president van Egypte (overleden 1981)
- 1919 - Fernand Bourgaux, Belgisch atleet (overleden ??)
- 1920 - Louis Tas, Nederlands psychiater en schrijver (overleden 2011)
- 1920 - Viktor Zalgaller, Russisch wiskundige (overleden 2020)
- 1923 - René Girard, Frans filosoof (overleden 2015)
- 1924 - Rod Serling, Amerikaans scriptschrijver (overleden 1975)
- 1924 - Atal Bihari Vajpayee, Indiaas minister-president (overleden 2018)
- 1926 - Ellen Beerthuis-Roos, Nederlands beeldhouwster
- 1926 - Jan Nico Homan van der Heide, Nederlands arts en uitvinder (overleden 2021)
- 1927 - Ernie Andrews, Amerikaans blues- en jazzzanger (overleden 2022)
- 1927 - Ram Narayan, Indiaas sarangispeler (overleden 2024)
- 1928 - Dick Miller, Amerikaans acteur (overleden 2019)
- 1929 - Aad de Koning, Nederlands schaatser (overleden 2010)
- 1931 - Jan de Leeuw, Nederlands burgemeester (overleden 2023)
- 1931 - Bắc Sơn, Vietnamees acteur (overleden 2005)
- 1933 - Basil Heatley, Brits atleet (overleden 2019)
- 1933 - Joachim Meisner, Duits kardinaal-aartsbisschop van Keulen (overleden 2017)
- 1934 - Giancarlo Baghetti, Italiaans autocoureur (overleden 1995)
- 1935 - Henk van der Grift, Nederlands schaatser
- 1936 - Alexandra van Kent, Brits prinses
- 1936 - Ismail Merchant, Indiaas-Brits filmproducent (overleden 2005)
- 1937 - Noel Furlong, Iers pokerspeler (overleden 2021)
- 1937 - Ginger Molloy, Nieuw-Zeelands motorcoureur
- 1938 - Dick Kuiper, Nederlands socioloog en politicus (overleden 2024)
- 1938 - Wibo van de Linde, Nederlands journalist (overleden 2018)
- 1939 - Jesús Aranzabal, Spaans wielrenner (overleden 2023)
- 1939 - David van Ooijen, Nederlands rooms-katholiek geestelijke en politicus (overleden 2006)
- 1940 - Frans Moor, Nederlands politicus (overleden 2008)
- 1941 - Ronnie Cuber, Amerikaans jazzmuzikant (overleden 2022)
- 1941 - Guido Reybrouck, Belgisch wielrenner
- 1942 - Twan Tak, Nederlands jurist (overleden 2023)
- 1943 - Wilson Fittipaldi Jr., Braziliaans autocoureur (overleden 2024)
- 1943 - Joe Harris, Belgisch zanger (overleden 2003)
- 1944 - Martin Gaus, Nederlands honkballer, publicist en televisiepresentator
- 1944 - Jair Ventura Filho (Jairzinho), Braziliaans voetballer
- 1945 - Rick Berman, Amerikaans televisieproducent
- 1945 - Marjorie Noël, Frans zangeres (overleden 2000)
- 1946 - Jimmy Buffett, Amerikaans country-, rock- en popzanger (overleden 2023)
- 1946 - Barbara Mandrell, Amerikaans zangeres
- 1947 - Jozias van Aartsen, Nederlands politicus
- 1948 - Merry Clayton, Amerikaans zangeres
- 1948 - Manny Mori, president van Micronesia
- 1948 - Alia al-Hoessein, Jordaans koningin (overleden 1977)
- 1949 - Serhei Novikov, Russisch judoka (overleden 2021)
- 1949 - Sissy Spacek, Amerikaans actrice
- 1950 - Christine Bols, Belgisch schrijfster
- 1952 - Desireless, Frans zangeres
- 1952 - Carol Christine Hilaria Pounder, Amerikaans actrice
- 1953 - Jürgen Röber, Duits voetballer en voetbaltrainer
- 1953 - Herman Snijders, Surinaams componist en dirigent (overleden 2021)
- 1954 - Hans Dekkers, Nederlands schrijver
- 1954 - El Chapo, Mexicaans drugsbaron
- 1954 - Annie Lennox, Brits zangeres
- 1956 - Carlos Borja, Boliviaans voetballer en politicus
- 1957 - Shane MacGowan, Iers muzikant en zanger (overleden 2023)
- 1957 - Jan Rot, Nederlands singer-songwriter en componist (overleden 2022)
- 1957 - Guy Vandersmissen, Belgisch voetballer
- 1957 - Hilt de Vos, Belgisch actrice
- 1958 - Joop Hiele, Nederlands voetbaldoelman
- 1958 - Alannah Myles, Canadees singer-songwriter
- 1959 - Ton Lokhoff, Nederlands voetballer en voetbaltrainer
- 1959 - Tom Wilequet, Belgisch vormgever en webdesigner
- 1961 - Íngrid Betancourt, Colombiaans politica
- 1963 - Joop Gall, Nederlands voetballer en voetbaltrainer
- 1964 - Sam Carey, Brits atleet
- 1964 - Raymond Libregts, Nederlands voetballer en voetbaltrainer
- 1964 - Gary McAllister, Schots voetballer en voetbaltrainer
- 1966 - Toshi Arai, Japans rallyrijder en teambeheerder
- 1966 - Mianne Bagger, Deens golfspeelster
- 1966 - Bernhard Brugger, Oostenrijks voetbalscheidsrechter
- 1966 - Dimitri Casteleyn, Belgisch schrijver
- 1966 - Javier Frana, Argentijns tennisspeler
- 1966 - Mauro Picotto, Italiaans trance-dj en muziekproducent
- 1966 - Sandra Schumacher, Duits wielrenster
- 1967 - Boris Novković, Kroatisch zanger en songwriter
- 1967 - Massimo Palombella, Italiaans geestelijke en koordirigent
- 1967 - Oleg Tinkov, Russisch zakenman
- 1968 - Helena Christensen, Deens fotomodel
- 1969 - Prins Bernhard van Oranje-Nassau, Van Vollenhoven
- 1970 - Chioma Ajunwa, Nigeriaans atlete
- 1970 - Emmanuel Amunike, Nigeriaans voetballer
- 1970 - Orlando Baccino, Argentijns judoka
- 1970 - Luis Antonio Moreno, Colombiaans voetballer
- 1971 - Justin Trudeau, Canadees politicus en premier van Canada
- 1971 - Simone Angel, Nederlands televisiepresentatrice
- 1971 - Dido Armstrong, Brits zangeres
- 1971 - Tjeerd Oosterhuis, Nederlands componist en producer
- 1971 - Noelle Parker, Amerikaans actrice
- 1971 - Alain Rohr, Zwitsers atleet
- 1972 - Michael De Cock, Belgisch acteur en theatermaker
- 1973 - Wim Blondeel, Belgisch atleet
- 1973 - Sef Thissen, Nederlands zanger
- 1974 - Eva Melander, Zweeds actrice
- 1974 - Iván Moro, Spaans waterpolospeler
- 1975 - Bart Naert, Belgisch klimmer (overleden 2006)
- 1976 - Karin Amatmoekrim, Surinaams-Nederlands schrijfster
- 1976 - Daniëlle Bekkering, Nederlands marathonschaatsster
- 1976 - Armin van Buuren, Nederlands trance-deejay en producer
- 1976 - Alexis Cabrera, Cubaans schaker
- 1976 - Tuomas Holopainen, Fins keyboardspeler
- 1976 - Percy Isenia, Nederlands honkballer
- 1978 - Hakim Bouchouari, Marokkaans-Belgisch voetballer
- 1978 - Paula Seling, Roemeens zangeres
- 1979 - Robert Huff, Brits autocoureur
- 1980 - Joanna Angel, Amerikaans pornoactrice en schrijfster en producent van pornofilms
- 1980 - Helen van Goozen, Nederlands schaatsster
- 1981 - La Fouine, Frans-Marokkaans rapper
- 1984 - Georgia Moffett, Brits actrice
- 1984 - Miloš Ninković, Servisch voetballer
- 1985 - Miroslav Barnjasjev, Bulgaars krachtsporter
- 1985 - Lukas Klapfer, Oostenrijks Noordse combinatieskiër
- 1985 - Martin Mathathi, Keniaans atleet
- 1985 - Nathan Smith, Canadees biatleet
- 1985 - Jenna Vanlommel, Belgisch actrice
- 1985 - Perdita Weeks, Brits actrice
- 1986 - Raymond Mens, Nederlands politicoloog, politiek strateeg en Amerikakenner
- 1986 - Mekubo Mogusu, Keniaans atleet
- 1986 - Deborah Scanzio, Zwitsers-Italiaans freestyleskiester
- 1987 - Patrick Deneen, Amerikaans freestyleskiër
- 1987 - Ma Qing Hua, Chinees autocoureur
- 1988 - Ayodele Adeleye, Nigeriaans voetballer
- 1988 - Michael Blum, Duits voetballer
- 1988 - Joãozinho (João Natailton Ramos dos Santos), Braziliaans voetballer
- 1988 - Kajsa Kling, Zweeds alpineskiester
- 1988 - Marco Mengoni, Italiaans zanger
- 1989 - Blayne Barber, Amerikaans golfspeler
- 1990 - Ramona Bachmann, Zwitsers voetbalster
- 1990 - Conny Perrin, Zwitsers tennisster
- 1990 - Natanael (Natanael Batista Pimienta), Braziliaans voetballer
- 1991 - Kimberley Dekker, Nederlands radiopresentator
- 1991 - Gaite Jansen, Nederlands actrice
- 1991 - Mamadou Koné, Ivoriaans voetballer
- 1992 - Ogenyi Onazi, Nigeriaans voetballer
- 1993 - Stole Dimitrievski, Macedonisch voetballer
- 1993 - Jonathan Hendrickx, Belgisch voetballer
- 1993 - Stéphane Kox, Nederlands autocoureur en televisiepresentatrice
- 1995 - Mimmi Sandén, Zweeds zangeres
- 1995 - Victor Wegnez, Belgisch hockeyer
- 1996 - David Atanga, Ghanees voetballer
- 1996 - Emiliano Buendía, Argentijns voetballer
- 1997 - Matthijs Hardijk, Nederlands voetballer
- 1998 - Tamsin Cook, Australisch zwemster
- 1999 - Adut Akech, Zuid-Soedanees-Australisch model
- 1999 - Shaine Casas, Amerikaans zwemmer
- 1999 - Dynoro, Litouws dj
- 1999 - Leandro Fernandes, Nederlands-Angolees voetballer
- 2000 - Ismaila Coulibaly, Malinees voetballer
- 2000 - Wilfried Singo, Ivoriaans voetballer
- 2001 - Jimmy Kaparos, Nederlands-Grieks voetballer
- 2007 - Evagoras Papasavvas, Amerikaans-Cypriotisch autocoureur

## Overleden

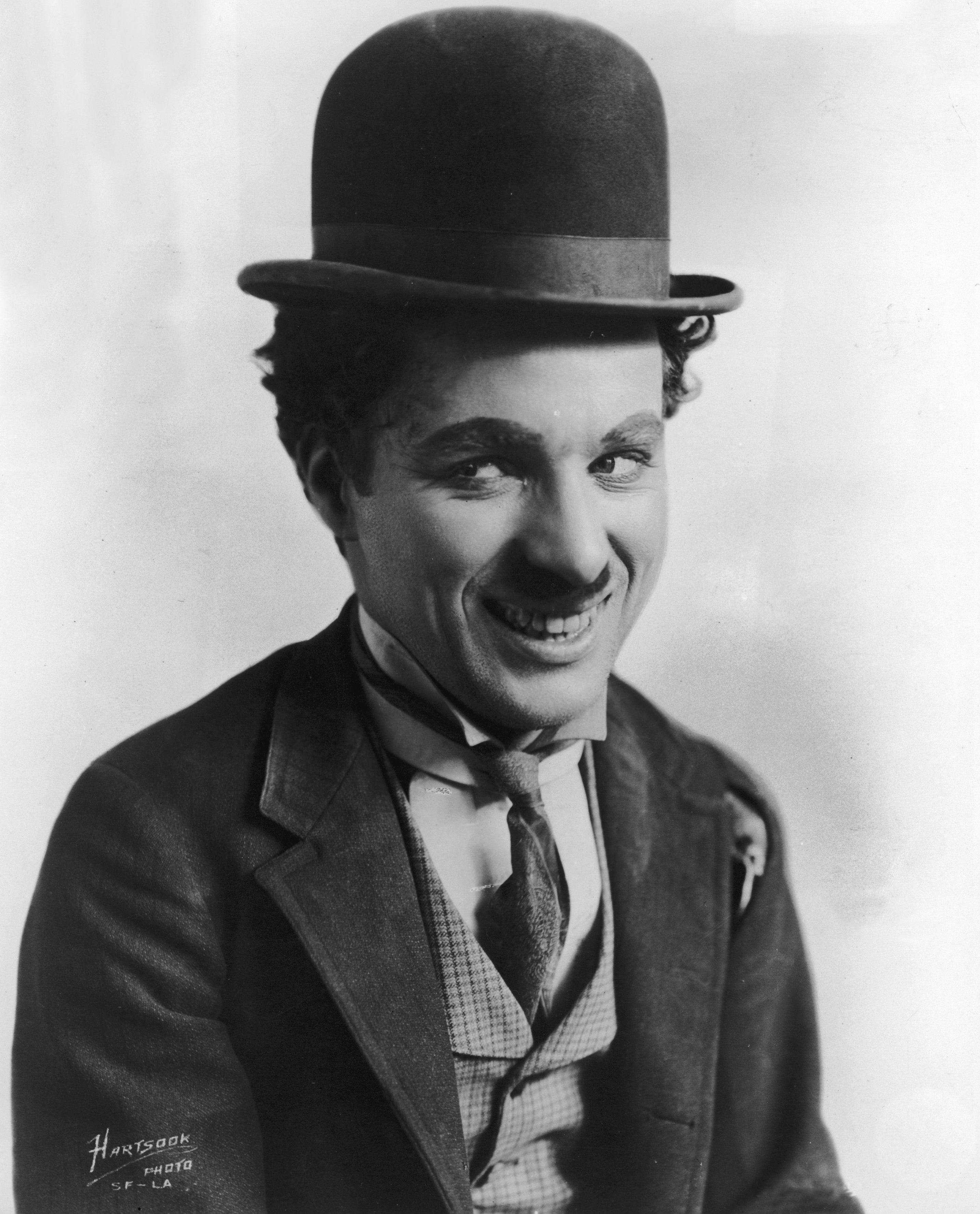
Charlie Chaplin,
overleden in 1977

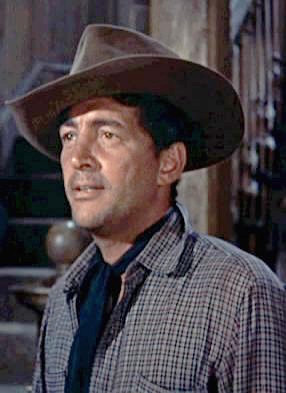
Dean Martin,
overleden in 1995

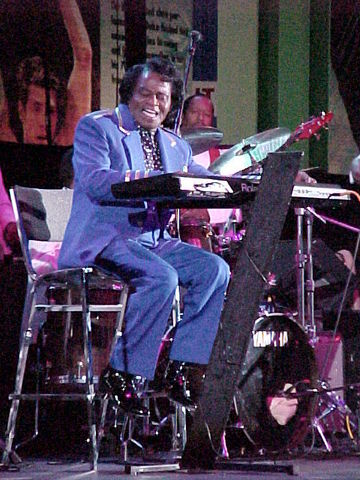
James Brown,
overleden in 2006

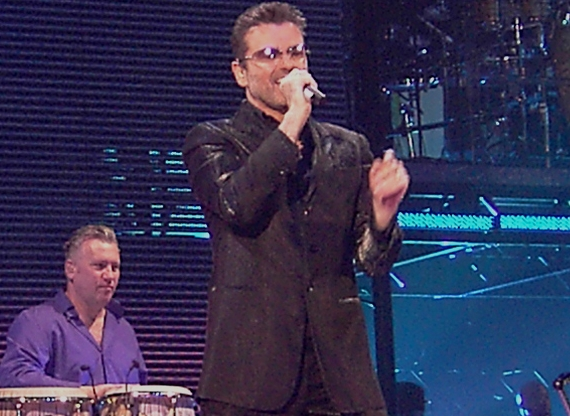
George Michael,
overleden in 2016

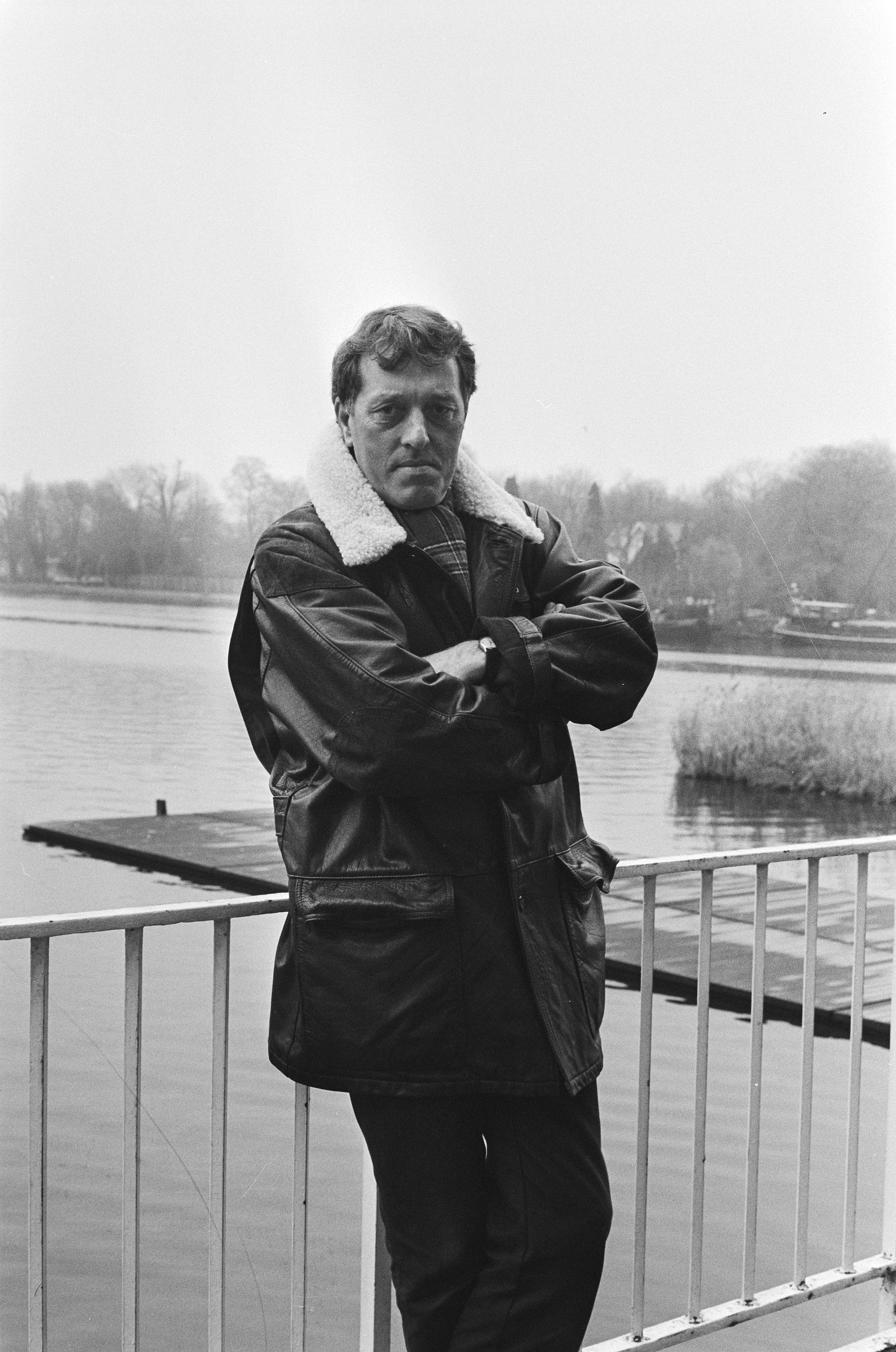
John Leddy,
overleden in 2022

- 1306 - Jacopone da Todi (c. 76), Italiaans dichter
- 1683 - Kara Mustafa (49), Ottomaans veldheer
- 1853 - Joseph von Radowitz (56), Pruisisch militair, diplomaat en politicus.
- 1861 - Johannes Willem van Reinhartshausen (12), kleinzoon van Koning Willem I
- 1896 - Albert Montens d'Oosterwijck (71), Belgisch politicus
- 1916 - Solko van den Bergh (62), Nederlands sportschutter
- 1926 - Yoshihito (47), keizer van Japan
- 1938 - Karel Čapek (48), Tsjechisch schrijver
- 1938 - Theodor Fischer (76), Duits architect en stedenbouwkundige
- 1941 - John Lander (34), Brits roeier
- 1946 - W.C. Fields (66), Amerikaans filmkomiek
- 1955 - Emil Oberle (66), Duits voetballer
- 1957 - William Alphonso Murrill (88), Amerikaans mycoloog
- 1963 - Tristan Tzara (67), Roemeens dichter en essayist
- 1970 - Ludovico Bidoglio (70), Argentijns voetballer
- 1973 - İsmet İnönü (89), Turks president
- 1973 - Gabriel Voisin (93), Frans luchtvaartpionier
- 1977 - Charlie Chaplin (88), Engels filmkomiek
- 1978 - Raymond Braine (72), Belgisch voetballer
- 1978 - Genaro Magsaysay (54), Filipijns senator
- 1979 - Joan Blondell (73), Amerikaans actrice
- 1980 - Louis Neefs (43), Belgisch zanger
- 1983 - Joan Miró (90), Spaans kunstschilder, beeldhouwer, graficus en keramist
- 1989 - Elena Ceaușescu (73), vrouw van Nicolae Ceauşescu
- 1989 - Nicolae Ceaușescu (71), Roemeens dictator
- 1989 - Armand De Baer (72), Belgisch senator
- 1989 - Danny Huwé (46), Belgisch journalist en nieuwslezer
- 1989 - Walter Ris (65), Amerikaans zwemmer
- 1990 - Chris Enthoven (82), Nederlands textielkunstenaar
- 1990 - Shinichi Matsushita (68), Japans componist, muziekpedagoog en wiskundige
- 1990 - Nicolaas Tates (75), Nederlands kanovaarder
- 1993 - Pierre Auger (94), Frans natuurkundige
- 1993 - Otto Müller (88), Zwitsers beeldhouwer
- 1993 - Jiggs Peters (73), Amerikaans autocoureur
- 1995 - Emmanuel Levinas (89), Frans filosoof
- 1995 - Dean Martin (78), Amerikaans filmacteur en zanger
- 1997 - Yvonne Cormeau (88), Belgisch/Brits SOE-agent
- 1997 - Gotsja Gavasjeli (50), Sovjet-Georgisch voetballer
- 1998 - John Pulman (75), Brits snookerspeler
- 1998 - Hendrik van Teylingen (60), Nederlands schrijver
- 2000 - Truus Baumeister (93), Nederlands zwemster
- 2001 - Alfred Tomatis (81), Frans kno-arts die een luistertherapie ontwikkelde
- 2002 - Walter Rits (53), Belgisch acteur en regisseur
- 2003 - Rob Out (64), Nederlands omroepdirecteur, radio-dj en zanger
- 2005 - Wim Aalders (96), Nederlands theoloog
- 2006 - James Brown (73), Amerikaans muzikant
- 2006 - Raymonde Serverius (82), Belgisch sopraan
- 2007 - Gopaldas Premchand Sippy (93), Indiaas filmproducent en regisseur
- 2008 - Eartha Kitt (81), Amerikaans zangeres, danseres en actrice
- 2008 - Ann Savage (87), Amerikaans actrice
- 2008 - Robert Ward (70), Amerikaans musicus
- 2009 - Vic Chesnutt (45), Amerikaans singer-songwriter
- 2009 - Knut Haugland (92), Noors verzetsstrijder
- 2010 - Carlos Andrés Pérez (88), president van Venezuela
- 2011 - Joop Koopman (81), Nederlands presentator en artiestenmanager
- 2011 - Ans van der Werf-Terpstra (95), Nederlands politica
- 2012 - Wim Janssen (80), Nederlands burgemeester
- 2012 - Othmar Schneider (84), Oostenrijks alpineskiër
- 2013 - Mel Mathay (81), Filipijns bestuurder en politicus
- 2014 - David Ryall (79), Brits acteur
- 2015 - Manuel el Agujeta (76), Spaans flamencozanger en -componist
- 2015 - Marc Lagrange (57), Belgisch fotograaf
- 2015 - Robert Spitzer (83), Amerikaans psychiater
- 2015 - Jason Wingreen (95), Amerikaans acteur
- 2016 - Elizaveta Glinka (54), Russisch humanitair werkster en liefdadigheidsactiviste
- 2016 - George Michael (53), Brits popster
- 2016 - Alphonse Mouzon (68), Amerikaans drummer, percussionist en acteur
- 2016 - Vera Rubin (88), Amerikaans astronome
- 2017 - Roger Deweer (85), Belgisch atleet
- 2018 - Bill Baillie (84), Nieuw-Zeelands atleet
- 2018 - Jan Berkhout (78), Nederlands priester
- 2019 - Ari Behn (47), Noors schrijver en ex-echtgenoot van Noors prinses Märtha Louise
- 2019 - Lucas Rive (57), Nederlands chef-kok
- 2019 - Peter Schreier (84), Duits tenor en dirigent
- 2020 - K.C. Jones (88), Amerikaans basketballer en -coach
- 2020 - Tony Rice (69), Amerikaans bluegrass-gitarist
- 2020 - Maxim Tsigalko (37), Wit-Russisch voetballer
- 2021 - Edy Korthals Altes (97), Nederlands diplomaat, vredesactivist en publicist
- 2021 - Jef Cleeren (87), Belgisch politicus
- 2022 - Joep Geraedts (74), Nederlands hoogleraar en wetenschapper
- 2022 - Joop Glimmerveen (94), Nederlands politicus en neonazi
- 2022 - Luther Johnson (83), Amerikaans bluesmuzikant
- 2022 - John Leddy (92), Nederlands acteur
- 2023 - Bill Granger (54), Australisch kok, ondernemer en schrijver
- 2024 -  Britt Allcroft (Hillary Mary Alcroft) (81), Brits onderneemster

## Viering/herdenking

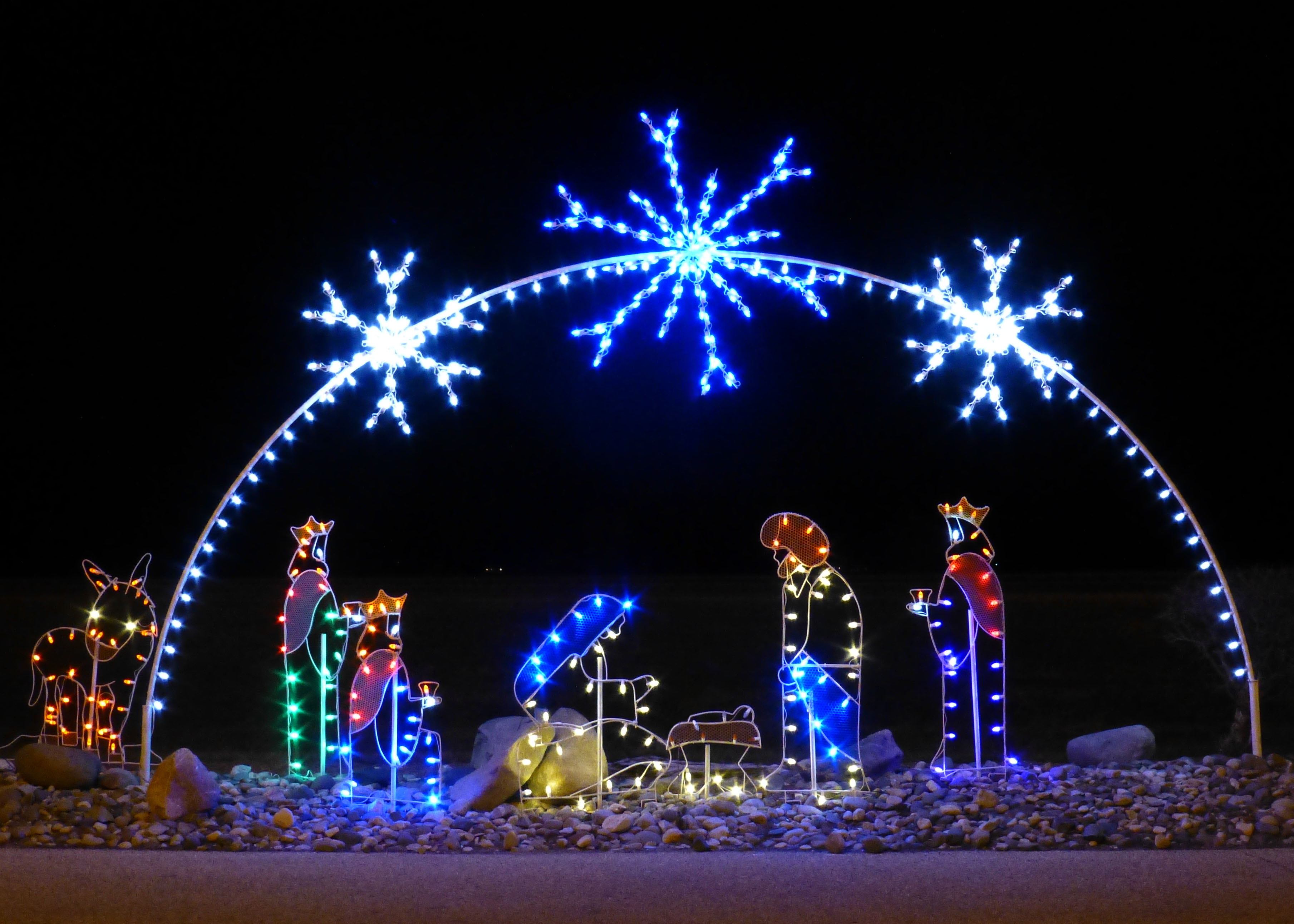
Kerstmis

- Kerstfeest (eerste kerstdag), traditioneel de viering van de geboorte van Jezus Christus - hoogfeest
- Rooms-katholieke kalender:
  - Heilige Alburga (van Wilton) († 810)
  - Heilige Eugenia (van Rome) († 257)
  - Heilige Anastasia (van Sirmium) († c. 304)
  - Heilige Adalsindis (van Hamay) († 715)
  - Heilige Petrus Nolascus († 1258)
  - Heilige Albert Chmielowski († 1916)
  - Zalige Fulco van Toulouse († 1231)
  - Zalige Nera (Tolomei) († 1287)

## Weerextremen

### Nederland
| | Officiële records | Officiële records | Officiële records |      | Landelijke records | Landelijke records | Landelijke records |
| Gebeurtenis | Jaar              | Extreem           | Locatie           | Jaar | Extreem            | Locatie            |                    |
| --- | ----------------- | ----------------- | ----------------- | ---- | ------------------ | ------------------ | ------------------ |
| Laagste etmaalgemiddelde temperatuur (°C) | 1961              | −8,1              | De Bilt           |      | 1961               | −9,7               | Twenthe            |
| Hoogste etmaalgemiddelde temperatuur (°C) | 2023              | 11,6              | De Bilt           |      | 2023               | 12,0               | Westdorpe          |
| Laagste minimumtemperatuur (°C) | 1964              | −11,4             | De Bilt           |      | 1961               | −13,1              | Twenthe            |
| Hoogste minimumtemperatuur (°C) | 2023              | 10,2              | De Bilt           |      | 2023               | 10,9               | Ell                |
| Laagste maximumtemperatuur (°C) | 1961              | −3,9              | De Bilt           |      | 1961               | −6,6               | Eelde              |
| Hoogste maximumtemperatuur (°C) | 2015              | 14,0              | De Bilt           |      | 1997               | 14,5               | Woensdrecht        |
| Hoogste uurgemiddelde windsnelheid (m/s) | 1912              | 14,4              | De Bilt           |      | 1999               | 23,0               | Vlieland           |
| Hoogste windstoot (m/s) | 1999              | 24,0              | De Bilt           |      | 1997               | 33,0               | Hansweert          |
| Langste zonneschijnduur (uur) | 1976              | 7,2               | De Bilt           |      | 1976               | 7,4                | Vlissingen         |
| Langste neerslagduur (uur) | 2009              | 14,2              | De Bilt           |      | 2009               | 18,4               | Hoogeveen          |
| Hoogste etmaalsom van de neerslag (mm) | 1947              | 29,0              | De Bilt           |      | 1947               | 29,0               | De Bilt            |
| Laagste etmaalgemiddelde relatieve vochtigheid (%) | 1989              | 66                | De Bilt           |      | 1989               | 53                 | Twenthe            |
| Laagste uurwaarde luchtdruk op zeeniveau (hPa) | 1965              | 975,4             | De Bilt           |      | 1965               | 974,6              | Vlissingen         |
| Hoogste uurwaarde luchtdruk op zeeniveau (hPa) | 1991              | 1042,9            | De Bilt           |      | 1991               | 1043,8             | Vlissingen         |
| Officiële records worden altijd gemeten op het KNMI-weerstation in De Bilt. Landelijke records kunnen worden gemeten op elk officieel KNMI-weerstation in Nederland. |                   |                   |                   |      |                    |                    |                    |

Uitzonderlijke gebeurtenissen
- 1914 - Officieel laagste minimumtemperatuur in °C van december dit jaar gemeten in De Bilt: −6,0
- 1934 - Officieel laagste minimumtemperatuur in °C van december dit jaar gemeten in De Bilt: −2,1
- 1969 - Officieel hoogste minimumtemperatuur in °C van december dit jaar gemeten in De Bilt: 2,5
- 1983 - Officieel hoogste minimumtemperatuur in °C van december dit jaar gemeten in De Bilt: 9,4
- 1993 - Officieel laagste minimumtemperatuur in °C van december dit jaar gemeten in De Bilt: −3,3
- 2016 - Officieel hoogste minimumtemperatuur in °C van december dit jaar gemeten in De Bilt: 8,1
- 2023 - Officieel hoogste etmaalgemiddelde temperatuur in °C van december dit jaar gemeten in De Bilt: 11,6 (voorlopig). Samen met 24 december
- 2023 - Landelijk hoogste etmaalgemiddelde temperatuur in °C van december dit jaar gemeten in Westdorpe: 12,0 (voorlopig). Samen met 24 december
- 2023 - Officieel hoogste minimumtemperatuur in °C van december dit jaar gemeten in De Bilt: 10,2 (voorlopig)
- 2023 - Landelijk hoogste minimumtemperatuur in °C van december dit jaar gemeten in Ell: 10,9 (voorlopig)

### België
Dagrecords
- 1853 - Laagste etmaalgemiddelde temperatuur −9,5 °C
- 1983 - Hoogste etmaalgemiddelde temperatuur 12,1 °C
- 1870 - Laagste minimumtemperatuur −11,7 °C
- 1997 - Hoogste maximumtemperatuur 14 °C
- 2022 - Hoogste etmaalsom van de neerslag 23,1 mm[11]

Uitzonderlijke gebeurtenissen
- 1906 - Witte kerst met 12 cm sneeuw in Ukkel.
- 1913 - Witte kerst met 7 cm sneeuw in Ukkel.
- 1915 - Tot op deze dag 379 mm neerslag in Chiny, met overstromingen in het Maasbekken.
- 1917 - Witte kerst met 6 cm sneeuw in Ukkel.
- 1918 - Witte kerst met 2 cm sneeuw in Ukkel.
- 1923 - Witte kerst met 2 cm sneeuw in Ukkel.
- 1938 - Witte kerst met 7 cm sneeuw in Ukkel.
- 1950 - Witte kerst met 8 cm sneeuw in Ukkel.
- 1963 - Temperatuur zakt tot −11,6 °C in Brugge en −13,6 °C in Rochefort.
- 1964 - Witte kerst met 17 cm sneeuw in Ukkel.
- 1986 - Witte kerst met 1,5 cm sneeuw in Ukkel.
- 1997 - Maximumtemperatuur: 14,0 °C in Ukkel.
- 2009 - Witte kerst met sneeuw in Ukkel.
- 2010 - Witte kerst met sneeuw in Ukkel.

<< · 1 · 2 · 3 · 4 · 5 · 6 · 7 · 8 · 9 · 10 · 11 · 12 · 13 · 14 · 15 · 16 · 17 · 18 · 19 · 20 · 21 · 22 · 23 · 24 · 25 · 26 · 27 · 28 · 29 · 30 · 31 · >>